# Vicus di San Rustico di Basciano
Il  Vicus di San Rustico di Basciano  è una località in provincia di Teramo che si estende nel territorio del comune di Basciano. Il sito archeologico è ubicato nell'area pianeggiante che si forma nel punto in cui il Mavone confluisce nel Vomano. Gli scavi effettuati nel corso del tempo hanno restituito alla luce una parte dell'insediamento sorto in epoca italica e romana ed i resti di un piccolo tempio. Il vicus bascainese dette vita ad un importante centro commerciale situato lungo la via Cecilia, diramazione della via Salaria.

## Storia

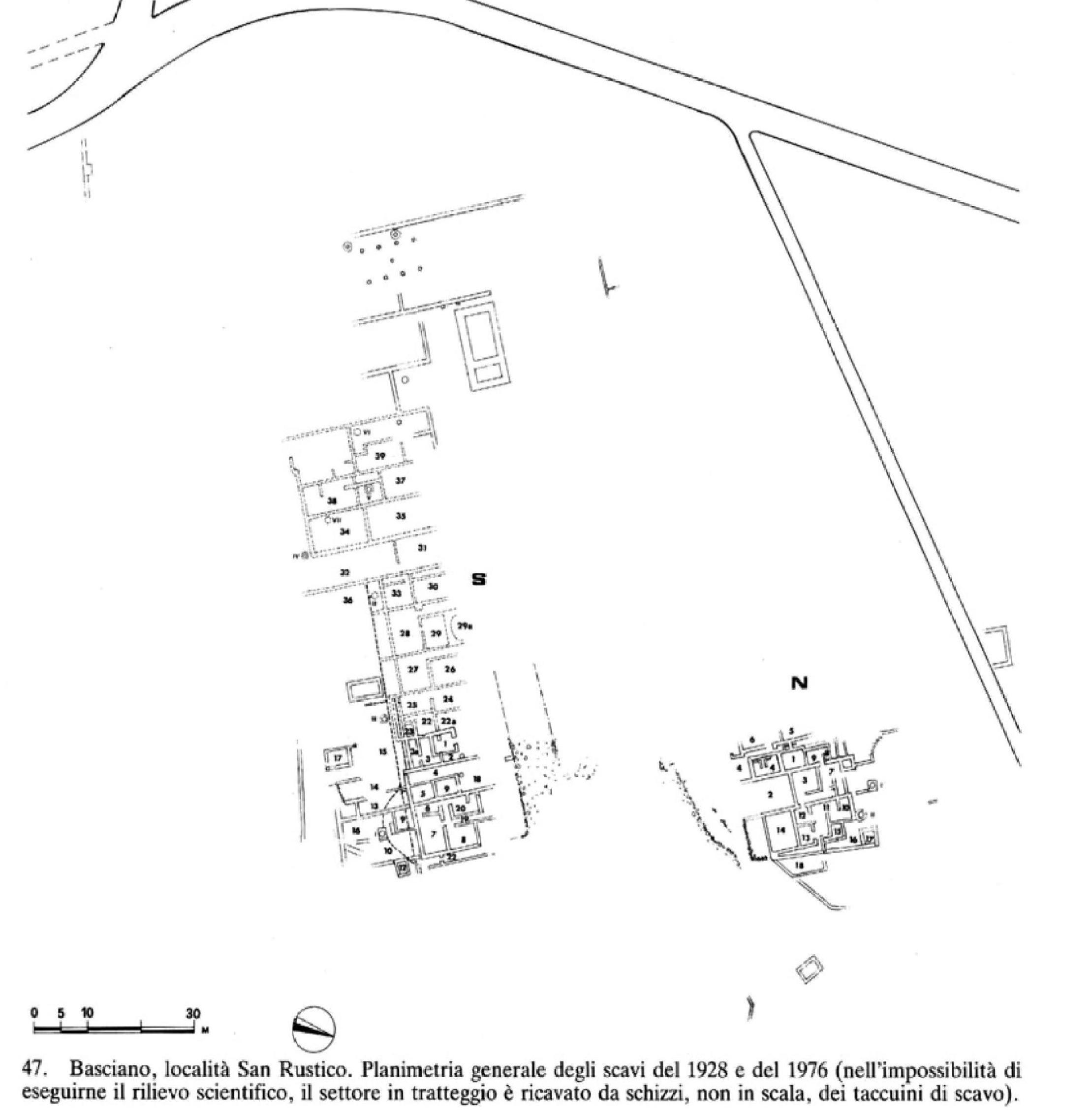
Planimetria dell'abitato

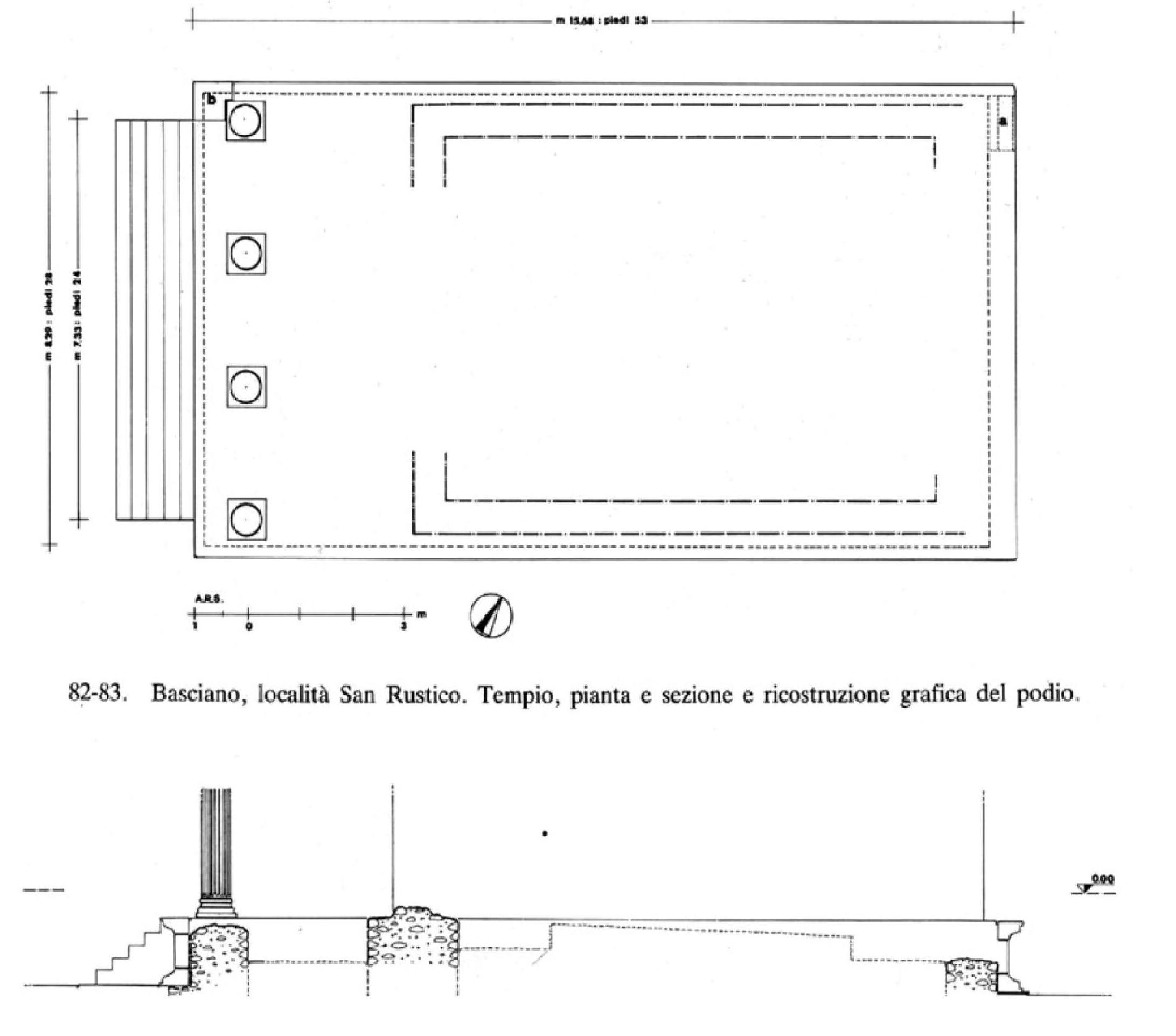
Ipotesi planimetria del tempio

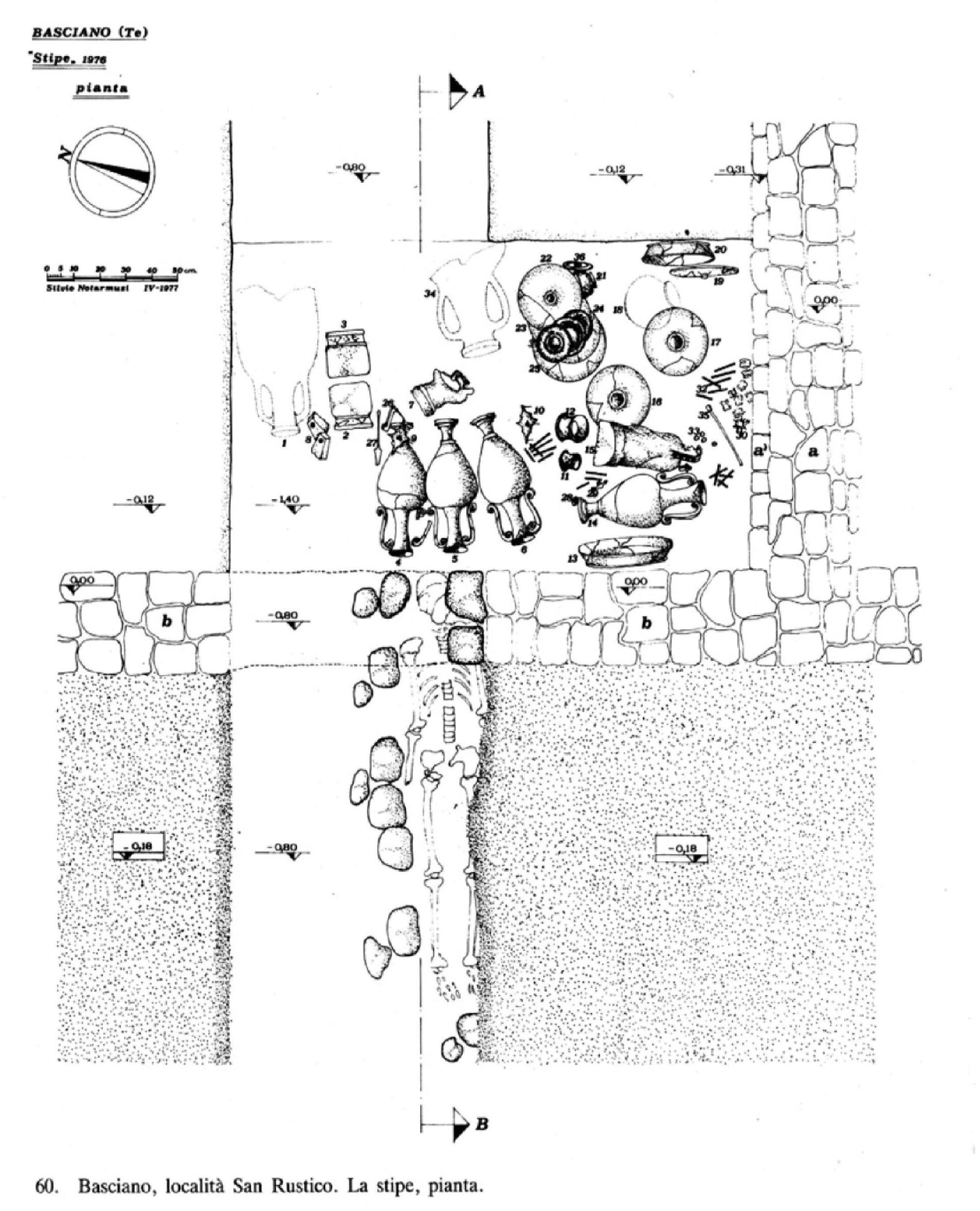
Stipe (disegno di scavo)

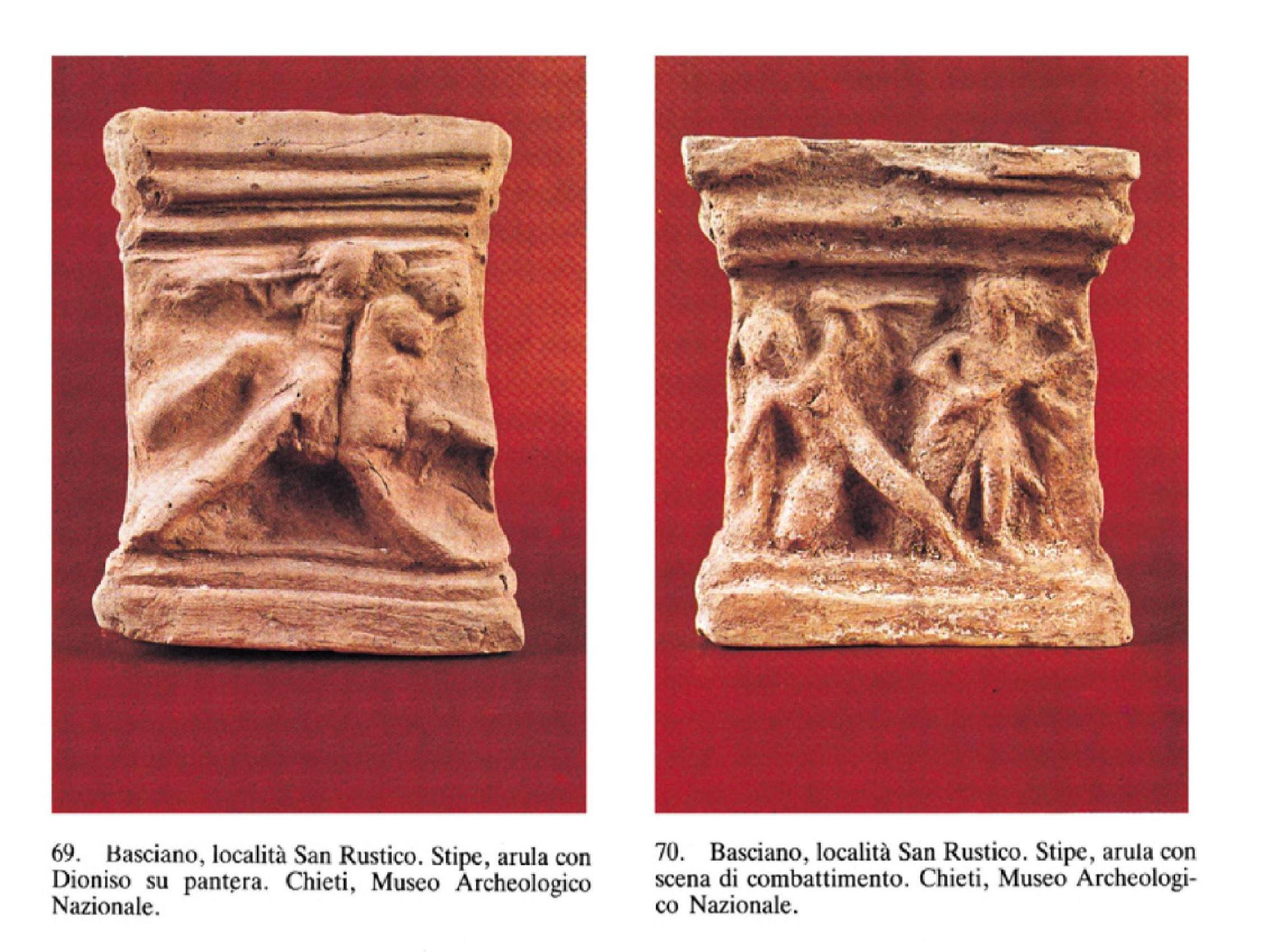
Arule stipe

Per quindici secoli, dal IX a.C. al VI d.C., nella "piana" di San Rustico si è affermata la più importante civiltà fluviale della vallata, come testimoniano i cospicui reperti archeologici ritrovati nelle campagne di scavo che si sono succedute negli anni: 1886, 1902, 1926-28, 1976-78.
Per il periodo che va dalla prima età del ferro fino all'età orientalizzante del IX-VI sec. a.C., nella vasta area sono stati identificati tre luoghi per la sepoltura: quello di San Giovanni a Mavone (il cosiddetto podere Cerulli), quello di San Rustico e quello di Brecciola.
Complessivamente nelle tre necropoli sono state scavate decine di tombe i cui corredi hanno restituito copioso materiale in ferro e in bronzo, come: punte di freccia in silicio, armi, anelli, armille, bacili, caldaie, fibule, lebete.
Come osserva l'archeologo Vincenzo d'Ercole «I corredi funebri rivelano una spiccata predilezione per alcuni tipi di ornamenti in bronzo come le falere e soprattutto le fibule ad arco foliato e staffa a disco. Tuttavia, l'elemento più appariscente è certamente la presenza di almeno due carri di legno rivestiti in ferro. Come è noto, tra i popoli abruzzesi solo gli uomini pretuzi usavano deporre il carro da guerra nelle loro sepolture. Ciò è testimoniato da cinque sepolture della necropoli di Campovalano di Campli e dalle due di Basciano».
Nella successiva età romana si data il santuario di Ercole e il vicus di San Rustico, scoperto dal Brizio nel 1896 e scavato da Gaetano Messineo nel 1976. Si tratta di un nucleo abitato compatto, un vero e proprio villaggio, che nasce in prossimità della confluenza tra il fiume Mavone e il Vomano, lungo la via Cecilia, una diramazione della via Salaria; in un luogo di sicura importanza commerciale, un incrocio di relazioni culturali e di riti religiosi comunitari.
Il vicus di San Rustico sorge, nel I secolo a.C., accanto ad un tempio già esistente, eretto come santuario isolato in tarda età repubblicana sul finire del II secolo a.C.): ad oggi rappresenta l'unico villaggio del teramano di cui rimane un'ampia testimonianza archeologica, che ne attesta l'esistenza fino al VI secolo d.C. Il nucleo abitato, detto Petinus nella passio (storia del martirio) di Sant'Emidio, è strutturato in forma ortogonale nord-sud, con edifici realizzati in ciottoli fluviali con pavimenti in signino.
La caratteristica del vicus è quella di essere costruito diversamente dalle città romane, che hanno una struttura quadrata, con le strade che si incrociano al centro dove si trova la piazza più importante; in questo caso, invece, il luogo di culto si trova nella parte alta del villaggio, mentre ai lati sono disposte le abitazioni, in due file lunghe e continue, che dispongono di un doppio ingresso, dal centro e dall'esterno, con la possibilità di accedere al territorio circostante (struttura stretta e lunga, con uno spazio libero al centro).
«Il tempio, di forma rettangolare e di piccole dimensioni (mt. 15,68 x 8,29)», scrive la Maria Josè Strazzulla, «si innalza su un podio in opera incerta, con cornici modanate in pietra ed è costituito da un'unica cella, preceduta da uno stretto pronao con quattro colonne, apparentemente  privo di gradinata di acceso sulla fronte”. Un'epigrafe rinvenuta nello scavo ricorda la messa in opera di un altare da parte dei magistri vici», mentre un'altra epigrafe ci dà il nome della divinità titolare del tempio, Ercole.
Il culto di questo nume è attestato con grande frequenza nel territorio pretuzio e in quello italico in generale: Ercole, dio della forza, nella leggenda si sposta continuamente e per questo diventa il protettore della pastorizia e dei pastori. A ragione si può dunque pensare che nel vicus di San Rustico, importante crocevia e punto d'incontro tra le valli, i pastori avessero edificato un luogo di culto per la loro divinità.
Dell'edificio templare è ancora visibile, in loco, il podio con tracce della modanatura di base e frammenti della cornice superiore; rocchi di colonne, capitelli di tipo corinzio ed iscrizioni sono presenti nella vicina villa ex-masseria Ricci; un busto frontale in terracotta rinvenuto dall'archeologo Cerulli è esposto nel museo archeologico di Ancona; mentre resti di decorazione architettonica in terracotta, antefisse e figure in rilievo (tra l'altro la dea Minerva e una figura maschile) sono esposti al Museo archeologico Francesco Savini di Teramo.
Nelle sale del museo fa bella mostra di se anche l'interessante materiale recuperato in una stipe, sotto il pavimento di un edificio; stipe probabilmente legata a riti di fondazione del vicus, agli inizi del I secolo a.C.
Nella fattispecie si tratta di servizi di ceramica a vernice nera con sigle graffite M. Ant e C. Ant, quattro anfore con fondo aperto e piene di sabbia, alcuni vasi configurati, uno a forma di gallo. Il secondo vaso riproduce il noto tipo statuario della vecchia ubriaca e due arule, una raffigurante Dioniso a cavallo di una pantera, l'altra un'amazzone mentre uccide un greco.
Il corredo è pregiato e permeato di connotazioni dionisiache di due personaggi di elevato ceto sociale. Dopo gli ultimi scavi degli anni settanta in occasione dei lavori di costruzione dell'autostrada A24 il sito è stato completamente abbandonato e i lavori agricoli lo deturpano nonostante il vincolo archeologico.

## L'abitato
L'abitato si compone di due distinti nuclei con strutture generalmente ortogonali, tranne quelle dei margini est del quartiere settentrionale, posti ai lati di una fascia libera, ampia circa 40 metri e chiusa nel lato sud ovest dal tempio e dai suoi annessi.
I margini dell'area centrale sono segnati da file di grossi ciottoli fluviali: quello meridionale, perfettamente rettilineo, è stato seguito durante gli scavi per circa 20 metri. Il margine settentrionale, che risulta molto meno chiaro, consiste in un tratto rettilineo ma non parallelo a quello meridionale.
Nonostante l'estensione dell'area scavata, non è chiara la strutturazione dei singoli edifici nei due settori, soprattutto a causa del precario stato di conservazione: in genere restano soltanto le fondazioni e alcuni tratti di pavimentazione, e mancano quindi le tracce degli ingressi ad eccezione di un ingresso con blocco di cardine in un edificio del quartiere settentrionale.
I due quartieri nei settori esplorati non presentano alcuna traccia di strada o di altri elementi di divisione tra un edificio e l'altro quindi è da ritenersi che gli ingressi dovevano essere posti o dal piazzale centrale o dalle campagne a nord e a sud. D'altra parte l'esame della planimetria evidenzia la presenza di strutture continue in senso nord-sud in media di 40 metri le quali potrebbero indicare l'ampiezza dei singoli edifici. Un indizio utile in tal senso potrebbe essere la presenza dei pozzi all'interno delle abitazioni, particolarmente numerosi nel quartiere meridionale.

### Il tempio
L'area libera fra i due nuclei dell'abitato era chiusa ad ovest dal tempio e dai suoi annessi. Cerulli, negli scavi del 1928, ritenne che le strutture superstiti del tempio siano interamente riferibili alla fase romana, ed ipotizza che dell'edificio ellenistico, cui sono relative le terrecotte architettoniche conservate al museo nazionale di Ancona e le iscrizioni repubblicane rinvenute negli scavi sia stato cancellato da quello più recente.
Con gli scavi del 1976 si sono chiarite le strutture del tempio; il rettangolo del podio, di m 15,68 x 8,29, risulta suddiviso in due parti da un muro divisorio posto a m 3,50 dal fronte orientale. La struttura muraria consiste in una sorta di opera incerta, con grossi ciottoli fluviali tagliati abbastanza regolarmente sulla faccia esterna, agli spigoli sono stati  impiegati anche blocchetti squadrati di tufo o arenaria.
All'interno del podio vi è un riempimento di terra, forse in parte originario. Sui lati nord e sud è emerso il piano di posa dei blocchi della cornice inferiore, costituito da tegole poggiate su un nucleo cementizio. Nei lavori di indagine nell'area del tempio si sono raccolti altri materiali che si aggiungono a quelli recuperati nel 1928 e segnalati da Cerulli: frammenti di capitelli corinti e di terrecotte architettoniche oltre a frammenti di figure panneggiate. È probabile che nelle vicinanze del tempio doveva trovarsi l'ara menzionata nelle epigrafi repubblicana posta dai magistri vici.
Inglobato e quindi conservato l'unico blocco in sito della sagoma inferiore del podio posto all'estremo meridionale. Non è chiara l'articolazione dell'elevato del tempio in quanto il prospetto orientale è continuo senza interruzioni, sicché  bisogna immaginare l'accesso con una scala per tutta la larghezza. Su tale muro poteva essere impostata la fronte colonnata del tempio, mentre su quella più interna di notevolissimo spessore cira 1,60 m. correva probabilmente la parete divisoria tra pronaclio e cella. Non sono possibili da attribuire con certezza al tempio le colonne ed i capitelli rinvenuti negli scavi del 1928 e presenti nella masseria Ricci.
Tra i resti rinvenuti nel tempio risulterebbero dalle relazioni di scavo antefisse di artemide frammenti con una quadrigata in corsa e una figura di Apollo, dette figure erano esposte nella vecchia sede del museo di Ancona (nella sala xv, vetrina 4), distrutto negli eventi bellici.

### La stipe
Nel quartiere settentrionale, all'interno di un vano, sotto il piano pavimentale, ad una profondità di 60 centimetri, fu rinvenuta, nell'aprile 1976, una stipe votiva costituita da un deposito di materiali ceramici, ossa e metalli, racchiusi in una fossa di m. 2 x 1,20 profonda m. 0,80 posta esattamente all'angolo sud-ovest del vano: questo fa pensare che la fossa sia stata creata tenendo presente l'esistenza dell'ambiente o contemporaneamente all'ambiente stesso.
La fossa presentava in superficie chiare tracce di combustione; i materiali di maggior rilievo poggiavano sul fondo, i bacini grezzi erano addossati alle pareti. I vasi a vernice nera capovolti e in parte sovrapposti tre delle 4 anfore equali adagiate una all'altra.

### I reperti della stipe
Una tazza a largo fondo, coppa ad orlo svasato, due vasi frammentati a orlo svasato, patere a parete bassa, coppe emisferiche, due olle, due lagynos, due anfore frammentarie forma Dressell2, numerosi vasi ad impasto, gruppo di 4 anfore equali ad alto collo, un vaso plastico a forma di gallo, un secondo vaso plastico a forma di vecchia ebbra ispirato alla celebre anus ebbra di minore che al momento del rinvenimento presentava tracce di vernice bianca sul volto a blu sulle vesti, arula con scene di combattimento, arula con Dioniso o menade su pantera, due pesi da telaio a forma di parallelepipedo. Inoltre numerosi bronzi tra cui: due piastre di serrature, un pendaglio fallico, un piccolo tappo con anello rinvenuto insieme a un vaso plastico, tre manigliette una spatoletta, undici anellini, due dischetti, una semioncia fusa di hatria emissione posteriore al 289 a.C.